# 세계 무역 센터의 붕괴

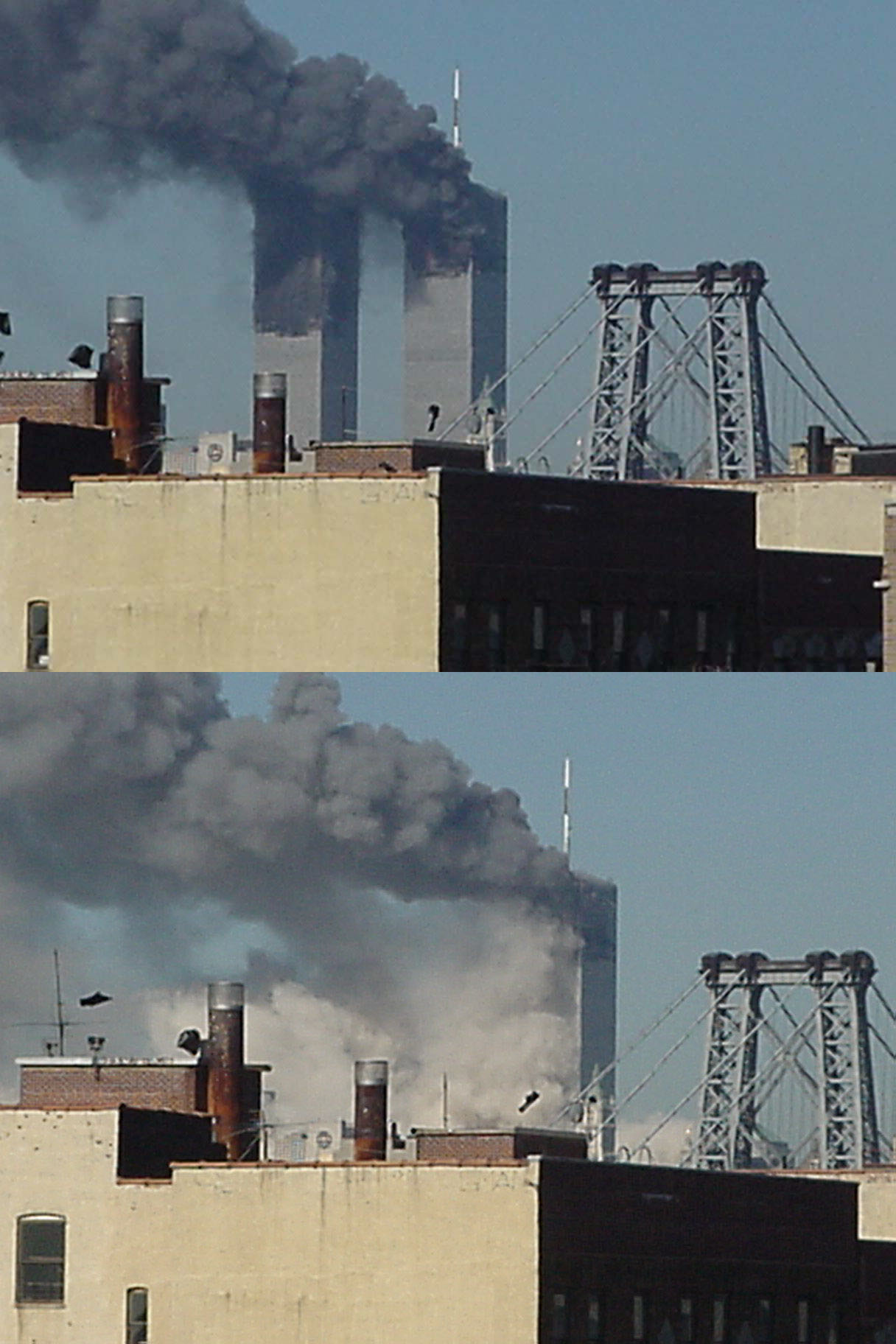
브루클린 윌리엄스버그에서 본 남쪽 타워가 붕괴하는 모습.

세계 무역 센터의 쌍둥이 빌딩은 2001년 9월 11일 알카에다의 사주를 받은 항공기 납치범이 점보 제트기를 빌딩에 충돌시켜 붕괴되었다. 납치당한 항공기 4기 중 2기는 각각 북쪽 타워와 남쪽 타워에 충돌했다. 쌍둥이 빌딩이 붕괴하며 주변 복합단지 건물이 손상을 입었고, 붕괴한 빌딩의 조각들이 주변을 덮쳐 인접한 건물들을 붕괴시키거나 손상을 입혔다. 남쪽 타워는 비행기가 충돌한 지 1시간도 채 되지 않은 오전 9시 59분 붕괴하였고, 북쪽 타워는 충돌 102분 후인 10시 28분에 붕괴했다. 이날 오후 5시 21분에는 북쪽 타워의 파편을 맞아 화재가 발생한 7 세계 무역 센터 건물이 붕괴했다. 세계 무역 센터에 대한 테러로 2,763명이 사망했다. 이 사망자에는 빌딩 및 지상에 있던 사람을 포함한 수치로 민간인 2,192명, 경찰관 71명, 소방관 343명이다. 비행기에 타고 있던 승객 147명과 하이재커 10명도 사망했다.
공격 직후 미국토목학회 구조공학연구소(SEI/ASCE)와 미국 연방재난관리청(FEMA)의 엔지니어링 전문가로 구성된 빌딩 성능 연구팀(BPS)이 꾸려졌다. 2002년 5월 BPS의 보고서는 항공기의 직접적인 충돌이 "국지적인 붕괴를 포함한 광범위한 구조적 손상"을 일으켰고, 이후 일어난 화재가 "철골 구조의 강성을 약화시켜 붕괴시켰다"라고 결론내렸다. 이 외에 참사에 대한 자세한 공학 연구를 위한 권고 사항도 같이 들어가 있었다.
이후 BPS 팀은 외부 엔지니어링 자문기관인 미국 국립표준기술연구소(NIST)와 함께 공동 세부조사에 들어갔다. 이 조사는 2005년 9월에 완료했다. NIST 연구진들은 세계 무역 센터의 부실시공과 같은 설계 미달에 관해서는 찾을 수 없었으나 테러의 정도와 파괴의 심각성이 과거 미국 도시에서 겪은 그 어떤 것보다 가장 큰 것이여서 제대로 대처하지 못했다고 언급했다. 이 조사팀은 세계 무역 센터 내 발생한 화재에 주목하고 처진 바닥이 외부 기둥을 안쪽으로 잡아당김을 발견했다. "이렇게 외부 기둥이 안쪽으로 휘어지면서 1 세계 무역 센터(북쪽 타워)의 남쪽 면과 2 세계 무역 센터(남쪽 타워)의 동쪽 면이 처음 붕괴되었고, 이후 빌딩 전체가 붕괴되었다"라고 언급했다.
세계 무역 센터 붕괴 이후 그라운드 제로에 남은 잔해 청소와 복구를 위해 수많은 노동자와 하청업체와 계약하며 수억 달러의 비용이 들었다. 주변의 손상된 건물을 철거하고 나서 새롭게 건물을 건설하여 구 세계 무역 센터를 대체하기로 했으며, 2013년 5월 10일 원 월드 트레이드 센터의 첨탑 꼭대기를 완성하며 건물을 완공하였다. 2015년 12월 기준 원 월드 트레이드 센터, 포 월드 트레이드 센터, 7 월드 트레이드 센터가 완공되었다.

## 건축 디자인

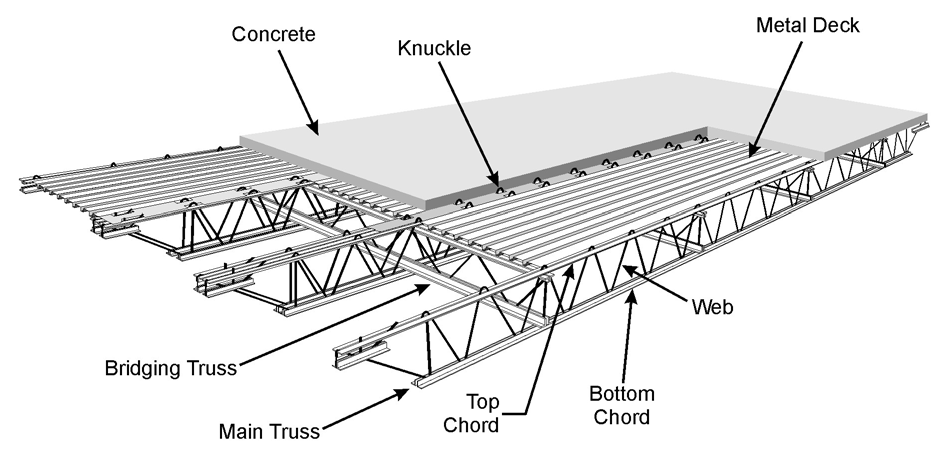
세계 무역 센터의 바닥 구조도.

세계 무역 센터의 쌍둥이 빌딩은 내부에 지지벽이나 지지기둥 없는 넓은 공간을 확보할 수 있는 "튜브형 구조"로 지어졌다. 서로 가까이 있는 수많은 외부 둘레 기둥이 구조 하중 대부분을 지지하고, 코어에 있는 강철 기둥이 무게를 지지하며 보조한다. 10층 이상 층에서 빌딩 각 면 외부 기둥은 59개이고 내부 코어의 기둥은 47개이다. 모든 엘리베이터와 계단은 코어에 있으며, 조립식 트러스 기둥으로 이어진 바닥으로 코어와 외부 기둥 사이에는 기둥이 없었다.
바닥은 세로로 긴 홈이 있는 강철 위에 10cm 두께 경량 콘크리트판이 얹혀져 있는 형태였다. 메인 트러스와 경량 보조 트러스가 한데 모인 계통이 복합적인 작용으로 콘크리트 판으로 이루어진 판을 지탱했다. 이 트러스는 긴 곳은 18m, 짧은 곳은 11m 정도였다. 트러스 구조는 가운데에서 2.1m 길이로 쭈루룩 다른 기둥과 연결되어 있다. 이 트러스는 다른 기둥의 경계와 이어지고, 중앙에는 대략 2.03 m를 차지했다. 트러스 꼭대기에는 바깥쪽 스펜드렐과 용접과 볼트로 단단히 연결되어 있고, 안쪽에서는 코어 기둥과 용접되어 있었다. 바닥은 점탄성 댐퍼로 주변 스펜드렐 판과 연결되어 있어 안에 있는 사람이 위아래로 흔들리는 것을 잘 못느끼도록 하였다.
빌딩 꼭대기인 107층에 위치해 있던 햇 트러스는 각 건물 꼭대기에 서 있던 통신용 안테나를 지지하도록 설계했다. 세계 무역 센터에서는 1WTC(북쪽 타워)에만 1978년 실제로 안테나를 장착했다. 이 트러스 구조는 6개의 트러스로 이루어져 있었는데, 2개의 긴 코어 축과 그 주변의 짧은 4개 보조 축으로 이루어졌다. 이러한 트러스 구조는 둘레 기둥과 코어 기둥 사이 부하를 재분배하고 꼭대기 안테나를 지지했다.

### 항공기 충돌이 미치는 안전 우려
세계 무역 센터 설계에 참여한 엔지니어들은 항공기가 건물에 충돌할 가능성을 고려했다. 1945년 7월 안개 속에 길을 잃은 B-25 미첼 폭격기가 엠파이어 스테이트 빌딩에 충돌하여 14명이 사망한 사건이 발생했다. 그 다음해에는 C-45F 익스페디터가 40 월 스트리트에 충돌하고 엠파이어 스테이트 빌딩에 스쳐간 사건이 있었다. 세계 무역 센터 설계에 참여한 수석 엔지니어 중 한명인 레실 E. 로버트슨은 존 F. 케네디 국제공항이나 뉴어크 리버티 국제공항으로 향하던 비행기가 안개 속에 길을 잃어 느린 속도로 비행하는 보잉 707 또는 그와 비슷한 제트 여객기가 충돌하는 시나리오를 구상했다. 하지만 BBC에서의 인터뷰에서 로버트슨은 "보잉 707과 충돌했을 때 연료 요소는 계산하지 못했고 이것이 무슨 영향을 끼칠지 잘 몰랐다."라고 말했다.
NIST에서는 3페이지가량의 백서에서 보잉 707를 포함한 다양한 비행기가 970km/h로 충돌했을 때의 영향에 대해 분석한 내용을 발견했지만, 1,200페이지가량의 빌딩 구조분석에 대한 보고서의 일부분에 끼어 있던 이 분석은 북쪽 타워가 붕괴될 때 항만공사 사무실이 파괴되면서 잃어버렸다. 이 문서의 사본은 7 세계 무역 센터 빌딩이 붕괴되면서 잃어버렸다. 1993년, 세계 무역 센터 최고 엔지니어인 존 스킬링은 "우리의 분석에서 가장 큰 문제가 있었는데, 비행기의 모든 연료가 빌딩 안으로 들어갈 것이라는 것을 생각하지 못했다는 것이다. 끔찍한 화재가 발생할 것이고, 수많은 사람이 죽을 것이다."라고 말했다. "건물 구조는 붕괴하지 않을 것이다."라고 이어 말했다. 이 보고서에서 NIST는 항공기의 충돌과 이어 일어나는 거대 화재가 일으킬 영향에 대한 시뮬레이션을 진행하기 위한 기술적 능력에 대해 언급했다는 것을 발견했는데, 보고서에서는 1960년대 기술력으로는 이 상황에 대한 시뮬레이션을 하기 힘들다고 결론내렸다.

### 내화 설계
1970년 4월, 뉴욕시 대기자원부에서 세계 무역 센터를 건설하는데 사용하는 절연재로 석면을 사용하지 말라고 요구했다. 내화 부분은 원래 건설할 때 같이 시공했으나 1975년 화재가 났을 때 6개 층이 타버린 이후로 더 강화되었다. 1993년 세계 무역 센터 폭탄 테러 이후 건물 검사에서 내화 부분이 부족한 점을 발견했다. 항만공사는 내화재 대체과정에 참여했으나, 대체 과정은 1WTC의 항공기가 부딪친 층과 영향을 받은 모든 층을 포함한 18개 층과 2WTC의 항공기의 직접 영향 및 간접 영향을 받은 층은 77층, 78층, 85층 3개 층만 포함된 13개 층만 대체했다.

## 2001년 9월 11일

북쪽 타워 및 남쪽 타워에 비행기가 충돌한 위치.

### 항공기 충돌
2001년 9월 11일, 알카에다의 사주를 받은 항공기 테러범이 이른 아침 로건 국제공항에서 이륙하여 로스앤젤레스 공항으로 착륙할 예정인 보잉 767 비행편 2기를 하이재킹했다. 결국 납치당한 아메리칸 항공 11편은 맨해튼 남쪽을 향해가다 오전 8시 46분 710km/h의 속도로 북쪽 타워 북쪽 면 93층~99층 사이에 충돌했다. 17분 후, 맨해튼 남서쪽 뉴욕 항 방향에서 날아온 납치당한 유나이티드 항공 175편이 오전 9시 3분 870km/h의 속도로 남쪽 타워 남쪽 면 77층~85층 사이에 충돌했다. 충돌 직후 빌딩에 다수의 내력벽과 내력기둥이 붕괴되었고, 기타 구조적 손상을 입었으며 빌딩 각각에 약 38,000L에 달하는 제트 연료가 흩어지면서 사무실 잡기과 함께 발화했다. 북쪽 타워에 충돌하여 유출된 제트 연료는 하나 이상의 엘리베이터 통로를 따라 흘러가서 78층 스카이로비 부근과 메인 로비에도 불을 붙였다.

### 화재
경량 구조와 구조 자체의 넓은 빈공간으로 인해 제트 연료가 빌딩 내부 구석구석으로 퍼졌고, 이로 인해 바닥 곳곳의 광범위한 부위에 화재가 발생했다. 비행기에서 나온 연료 대부분은 수분 내에 전부 다 증발했지만, 건물 안의 여러 잡기들은 이후로도 계속 불붙으며 화재가 일어났다. 전통적으로 건설된 고층 건물에 부딪힌 항공기의 특성으로 미루어 화재가 발생한 곳이 중앙도 아니고, 집중되어 있지도 않다는 의견이 많이 있었다. 파편과 연료들은 주로 건물 밖으로 튕겨나가거나 건물 코어와는 떨어진 주변 지역에 몰려 있고, 이것 자체로는 건물 붕괴점에 오지 않았다는 것이다. NIST에서는 이 시나리오에서는 이상적으로는 절대로 붕괴하지 않고 계속 서있을 수 있다고 밝혔다. 하지만, 실제로는 불이 붙은 곳의 온도가 매우 높아서 바닥의 강도가 약해졌고, 주변부의 기둥을 안쪽으로 끌어당겨 건물 윗부분의 부하를 받쳐주는 능력이 떨어졌다.

### 남쪽 타워 붕괴
화재가 계속되면서, 남쪽 타워의 윗층에 갇힌 사람들이 911 전화를 통해 빌딩 내부 상황을 전했다. 오전 9시 37분, 남쪽 타워 105층에 갇힌 사람들이 구십 몇층의 바닥이 무너졌다고 말했다. 뉴욕 경찰국(NYPD) 소속의 헬리콥터도 경찰 지휘관에게 건물 상태가 점점 약화되고 있다는 정보를 보냈다. 남쪽 타워에 항공기가 충돌한 이후 충돌 지역 윗층에 있던 사람 중 빠져나온 사람은 비행기가 다가온 것을 목격한 스탠리 프라임나스를 포함한 14명뿐이였고, 그 위로는 단 4명만 빠져나갔다. 이들은 충돌 이후 파괴되지 않고 남은 유일한 계단인 A 계단을 통해 탈출했다. 남쪽 타워에 갇혀 있던 개개인의 신고 전화를 받고 온 수많은 경찰 핫라인 안내원은 이 급속히 전개되는 상황에 대해 제대로 통보받지 못했다. 대부분의 안내원들은 계단 A가 파괴되지 않고 남아있다는 것을 몰랐고, 신고한 사람들에게 건물을 빠져나가러 시도하지 말고 안에 있는 것이 더 낫다고 말했다. 오전 9시 52분, NYPD 헬기는 라디오를 통해 "WTC 2 꼭대기에서 큰 조각이 떨어지고 있다. 저기 큰 조각이 중간에 걸려있다."라고 말했다. 이에 경고를 내려 NYPD는 경찰관에게 대피령을 내렸다. 비상령이 내리는 도중에 NYPD, 뉴욕 소방국 (FDNY), 911 긴급전화 연락망 사이에서는 최소한의 연락조차 없어서 NYPD의 대피령을 듣지 못했다. 항공기가 충돌한 지 56분 후인 오전 9시 59분에는 남쪽 타워가 붕괴했다.

### 북쪽 타워 붕괴

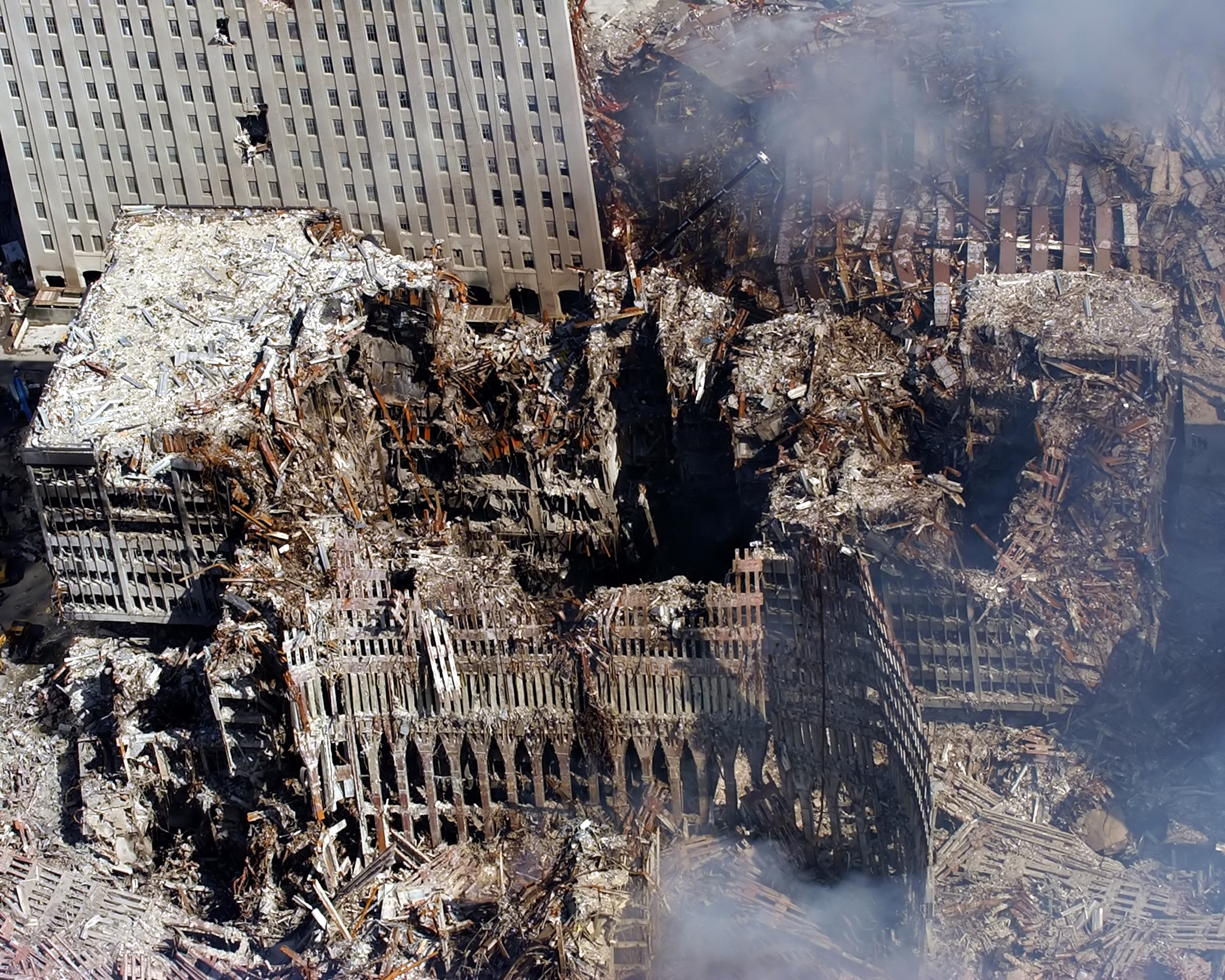
북쪽 타워의 붕괴 이후 남은 바깥 기둥 일부와 심하게 파괴된 6WTC의 잔해. 윗부분 오른쪾에 7WTC의 붕괴 후 남은 잔해가 보인다.

남쪽 타워가 붕괴한 이후, NYPD 헬기는 북쪽 타워의 상태가 점점 약화되고 있다는 보고를 보낸다. 오전 10시 20분, NYPD 헬기가 "타워 꼭대기가 천천히 기울고 있다"라는 보고를 보냈고, 몇 분 후 북쪽 타워가 "남서쪽 코너에서 남쪽으로 타워가 기울어지고 있다"라는 보고를 보냈다. 오전 10시 28분, 헬기가 "지붕이 천천히 주저앉고 있다"라고 말했다. 북쪽 타워는 화재 102분 후인 오전 10시 28분 붕괴했다.
남쪽 타워가 붕괴한 이후 FDNY 지휘관은 소방관들에게 북쪽 타워 대피령을 내렸다. 라디오 송신 문제로 인해 타워 안에 있던 소방관 대부분이 대피령을 듣지 못했고, 대부분은 남쪽 타워가 붕괴된 사실조차 모르고 있었다. 타워가 붕괴하면서 빌딩 안에 있던 소방관 343명이 사망했다. 북쪽 타워에서는 충돌시의 충격으로 인해 엘리베이터 샤프트와 계단이 전부 파괴되어 충격 지점 윗층에 갇힌 사람은 한명도 빠져나오지 못했다. 붕괴 이후 발생한 먼지는 약 4.72km나 떨어진 엠파이어 스테이트 빌딩까지 퍼졌다.

### 7 세계 무역 센터 붕괴

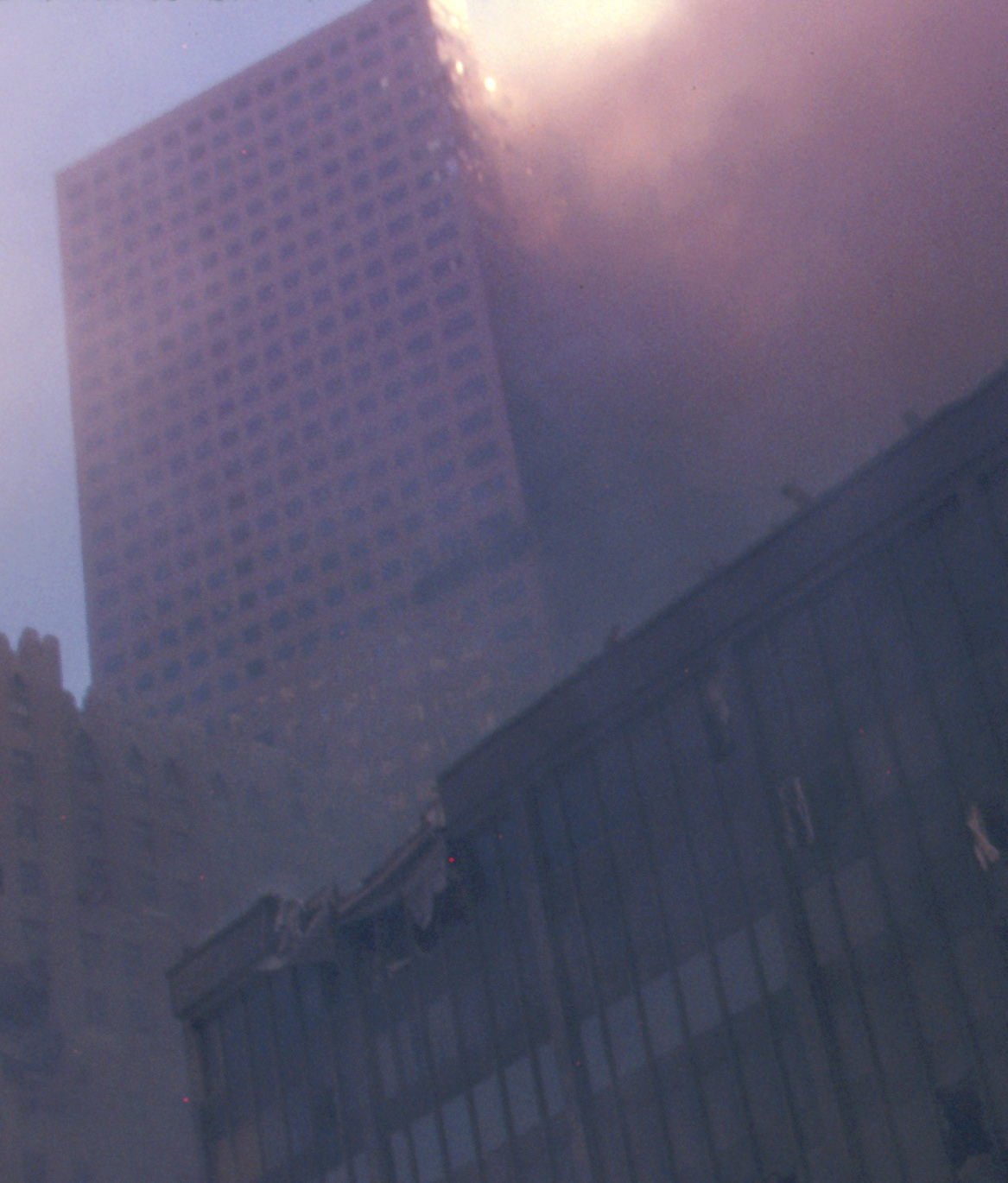
쌍둥이 빌딩 붕괴 이후 화재가 발생한 7 세계 무역 센터를 촬영한 사진.

북쪽 타워가 붕괴되면서 떨어진 잔해가 7 세계 무역 센터에 정면으로 맞으면서 빌딩 남쪽 측면이 심하게 손상되었고 오후 내내 화재가 계속되었다. 7층과 17층 사이 남서쪽 코너와 44층~지붕 사이 남쪽 면에는 구조적 손상으로 인한 일부 붕괴도 발생했다. 이 외에도 24층에서 41층 사이 남쪽 면의 중앙에는 수직으로 깊게 파인 손상이 나타났다. 이 빌딩에는 스프링클러 설비가 설치되어 있었으나 수많은 단일점 취약점으로 인해 작동하지 않았다. 예를 들어, 스프링클러는 완전 자동식 설비가 아니였고 전기 소방 펌프는 수동으로 시작해야 했다. 또한, 바닥 레벨 컨트롤 장비는 스프링클러 물펌프와 하나의 관으로만 연결되어 있었다. 그리고, 스프링클러의 소방 펌프를 작동시키기 위해서는 외부에서 전원을 공급하는 전기 설비를 작동시켜야 했다. 거기에 수압 또한 낮아서 스프링클러까지 물이 가지 못하기도 했다.

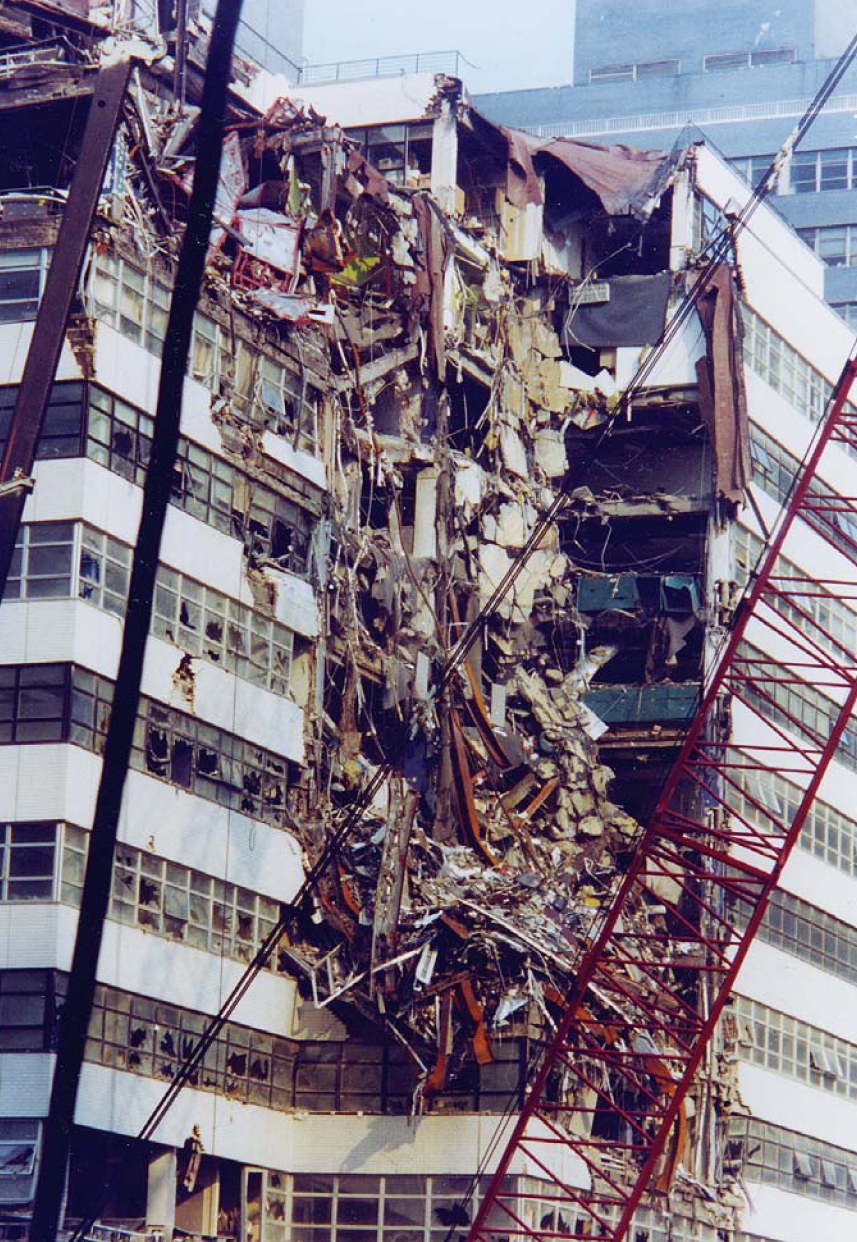
7WTC 붕괴 이후 구조적 손상을 입은 피트먼 홀.

몇몇 소방관들은 7 세계 무역 센터 빌딩을 수색하기 위해 건물 내부로 진입했다. 이 소방관은 작은 화재를 진압하러 시도하나 수압이 낮아서 불이 꺼지지 않았다. 7 세계 무역 센터의 11층, 12층에 발생한 화재는 건물 동쪽 창문을 통해 밖에서도 불길을 볼 수 있었다. 오후 들어서는 화재가 6층~10층, 13층~14층, 19층~22층, 29층~30층으로 퍼졌다. 특히, 7층~9층, 11층~13층의 화재는 오후 내내 통제되지 않은 채 거세게 불탔다. 오후 2시 들어서는 소방관들이 7 세계 무역 센터 10층~13층 사이 남서쪽 모서리가 팽창하는 불안정한 모습을 보았으며 이는 건물이 한쪽으로 기울거나 붕괴할 우려가 있다는 조짐이었다. 오후 동안 소방관은 건물에서 나오는 삐그덕소리를 듣고 지하가 손상되었을 가능성이 있다는 내용의 보고를 보냈다. 오후 3시 30분 들어서는 FDNY 최고 지휘관인 다니엘 A. 니그로가 7 세계 무역 센터 인근 파편을 따라 하고 있는 구조 작업 및 파편 제거 작업, 탐색 작업을 중단하고 안전 우려로 인해 이 건물 주변에 대피령을 내렸다. 2001년 9월 11일 EDT 오후 5시 20분 33초 동쪽 펜트하우스 부분부터 천천히 7 세계 무역 센터가 붕괴되기 시작하더니 EDT 오후 5시 21분 10초에는 건물이 완전히 붕괴하였다. 7 세계 무역 센터 붕괴로 인한 사상자는 없었다.
7 세계 무역 센터가 붕괴하면서 30 웨스트 브로드웨이 근처 맨해튼 커뮤니티 자치구 대학교에 있는 피트먼 홀 빌딩이 파편에 맞아 심각한 손상을 입고 건물 내부가 심하게 오염되었다. 2007년 8월 피트먼 홀 빌딩은 해체되었다. 2009년 해체된 자리에서 재건 계획이 세워졌고 2012년 3억 2500만 달러의 비용을 들여 새 빌딩을 재건했다. 이 건물은 2009년 11월 완전히 철거하여 2009년 12월 1일 공사를 시작했다. 1926년 아르 데코 시기 건설된 버라이즌 빌딩도 7 세계 무역 센터가 붕괴하면서 동쪽 면 외관에 광범위한 손상을 입었고, 14억 달러를 들여 이를 복원했다.
7 세계 무역 센터 건물 내에는 미국 증권거래위원회(SEC)가 입주해 있었고, 월스트리트 및 기타 연방 수사 파일이 이곳에 보관되어 있었다. 대략 3천~4천건에 달하는 SES 문건이 파괴되었다. 특히, 씨티그룹과 월드콤 스캔들 간의 연결을 파해친 파일을 잃어버렸다. 남녀균등고용위원회가 소유하고 있던 문건 1만건도 사라졌다. 미국 비밀경호국의 가장 큰 사무실이자 200명이 고용된 7 세계 무역 센터 내의 사무실도 건물이 붕괴되면서 문건이 사라졌다. 한 요원은 "7 세계 무역 센터가 가라앉으면서 우리의 모든 증거품도 같이 가라앉았다"라고 말했다.

### 쌍둥이 빌딩 붕괴의 매커니즘
두 건물은 빌딩 꼭대기가 살짝 기울고 측면부터 무너지기 시작했지만 붕괴할 때에는 일자 방향으로 똑바로 붕괴되었다. 두 경우 모두 항공기 충돌로 파괴된 부분이 파괴되어 충돌 지역 아래 멀쩡한 부분으로 내려앉아 낙하했다. 건물이 붕괴되며 윗층의 공기가 아랫쪽으로 몰리면서 파괴되는 곳 수 층 아래에서 먼지와 부스러기가 건물 밖으로 분출하는 것을 볼 수 있었다. 북쪽 타워는 붕괴 11초 후 외벽 조각이 지상에 도달했고, 남쪽 타워는 붕괴 9초 후 외벽 조각이 지상으로 떨어졌다. 양 빌딩 모두 저층부의 코어(1WTC 60층, 2WTC 40층)는 그대로 남아 있다가 붕괴 25초 후에야 이들도 붕괴되었다.
이 빌딩은 거대한 구조물 부하를 견디도록 설계했지만 붕괴가 시작할 때 윗층의 무게를 견디지 못하고 그냥 내려앉았다. 구조물에서 정적 부하와 동적 부하는 서로 매우 다른 반응을 보이고, 하강하는 구조물은 적어도 1개층 3m 정도를 자유낙하하므로 한번 붕괴가 시작되면 아랫층 구조는 이를 막을 수 없다. 사실, 50cm 정도만 자유낙하를 했어도 붕괴가 시작될 때 방출하는 에너지를 아랫층에서 흡수하여 멈출 수 있었을 것이다.

#### 붕괴 시작
비행기가 건물에 충돌하고 붕괴하기 이전, 쌍둥이 빌딩의 코어는 3개 부분으로 나눌 수 있었다. 충격을 받은 층 위아래의 코어는 2개의 강체 상자모양으로 이루어져 있었다. 이 구역의 강철은 훼손돼지 않았고 난방에 유의미한 영향을 주지 않았다. 하지만 그 사이 구역은 상당한 손상을 입었고, 화재의 온도는 강철을 녹이기에는 충분하지 않았지만 강철 기둥의 강성을 약화시킬수는 있었다. 이로 인해 코어 기둥이 천천히 무너지고 윗층의 무게로 인해 변형, 크리프되었다. 상단부 기둥이 점차 아랫쪽으로 이동했지만 햇트러스 기둥이 외곽 기둥에 부하를 재분배했다. 한편, 화재의 열 때문에 주변 기둥과 바닥은 약화되고 있었고 바닥이 처지기 시작하면서 외곽 기둥을 안쪽으로 끌어당겼다. 2WTC (남쪽 타워)의 경우 파괴된 코어에서 하중이 쏠려 동쪽 면이 휘어지면서 햇트러스가 무너지며 붕괴가 시작되었다. 1WTC(북쪽 타워)의 경우에는 같은 방법으로 남쪽 면이 휘어지면서 붕괴하였다.

#### 총체적 붕괴 과정
세계 무역 센터의 붕괴는 누진붕괴 또는 "팬케이크 붕괴"라고 불리는 현상의 전형적인 예시로 볼 수 있다. 붕괴가 시작되면서 떨어지는 윗층의 질량이 아랫층에서 버틸 수 있는 질량을 넘어버렸고 차츰차츰 아랫층이 무너지면서 붕괴가 가속되며 점진적으로 붕괴되었다. 곧 주변부 기둥과 코어의 기둥 대부분의 측면 지지가 사라지면서 파편 더미에 밀려나가 바깥쪽을 향해 옆으로 기울어져버렸다. 그 결과 외벽이 건물과 떨어지면서 일부는 150m나 멀리 떨어지는 등 건물 멀리로 날라가 버렸고, 이 파편들이 주변 건물을 손상시켰다. 볼트가 부러지면서 일부 접합부위가 떨어져 나가 많은 패널이 곳곳에 흩어졌다. 남쪽 타워의 40층가량, 북쪽 타워의 60층가량 붕괴되지 않고 남은 노출된 코어는 몇 초 동안 계속 서 있다가 이 코어도 나중에 붕괴되었다.

## 초기 원인 분석

1WTC(오른쪽)과 2WTC(왼쪽)의 항공기 충돌지점을 나타낸 그림.

테러 직후 수많은 엔지니어와 관련 전문가가 언론에 타워가 붕괴된 이유에 대해 밝혔다. 캘리포니아 대학교 버클리의 구조공학 교수인 압둘하산 아스타네흐아실은 화재의 고온으로 인해 강철 빔과 기둥의 강도가 약화되었고 점차 "부드러워지고 약해져서" 결국 충돌부 윗부분의 무게를 버틸 수 없는 지점까지 오자 붕괴되었다고 말했다. 또한, 아스타네흐아실은 항공기가 충돌하면서 내화 구조가 파괴되어 화재를 막을 수 없었다고 덧붙였다. 거기에, 초기에 약간의 구조적 붕괴가 누진붕괴로 이어져 구조 전체가 붕괴되었다고 말했다. 말레이시아의 페트로나스 트윈 타워와 뉴욕의 세계 금융 센터 빌딩을 다지인한 시저 펠리도 "이러한 규모의 충격을 버틸 수 있는 건물은 없다"라고 말했다.
2001년 9월 13일, 노스웨스턴 대학교의 토목공학 및 재료공학 교수인 즈데녜크 바쟌트는 세계 무역 센터의 붕괴를 분석한 결과에 대한 간단한 초안을 발표했다. 바쟌트는 화재로 인한 열이 이 붕괴의 중요 요소로, 코어와 외곽 강철 기둥이 열로 약해지면서 변형되며 윗층의 무게를 받치지 못하고 뒤틀렸다고 말했다. 한 층에 절반 이상의 기둥이 뒤틀리면서 윗층의 무게를 더 이상 지지할 수 없었고 그 결과 붕괴하였다는 결론을 내렸다. 나중에 바쟌트는 이 분석을 심화시킨 확장판을 공개했다. 2001년 9월 21일에는 MIT의 토목공학 교수인 오랄 부유코추르크와 프란츠 요시프 울름이 붕괴 원인을 분석한 논문을 발표했다. 이들은 나중에 세계 무역 센터의 붕괴를 연구한 MIT 합동논문 "타워 붕괴와 그 이후"(The Towers Lost and Beyond)의 제작에 참여했다.

## 원인 조사
쌍둥이 빌딩의 붕괴 직후 공식적인 조사를 할 권한을 누구에게 주느냐에 대해서 약간의 혼선이 있었다. 항공 사고 조사에 대해서는 권한 분배가 확실하게 되어 있지만, 건물 붕괴 조사에 대해서는 조사 권한이 확실치가 않았다. 붕괴 이후 팀장 W. 제네 콜레이를 필두로 한 미국토목학회 구조공학연구소(ASCE) 직원이 모임 조사팀이 꾸려졌다. 그 외에도 미국철강건설연구소(AISC), 미국콘크리트협회(ACI), 미국방화협회(NFPA), 미국소방기술사회(SFPE)에서도 자체 조사팀을 꾸렸다. ASCE 팀은 나중에 FEMA의 후원을 조건으로 FEMA 대책팀과 합류했다.
이 조사팀은 미국 내 일부 공학자와 국회의원에게 자금이 적고, 증거요구권한이 없으며, 세계 무역 센터 붕괴현장에 들어갈 권한이 작다는 근거를 들어 비판했다. 세계 무역 센터의 잔해를 청소하고 있던 시점에 나타난 논쟁 중 하나는 빌딩의 강철 요소 대부분이 파괴되었다는 것이다. 실제로, NIST가 최종 보고서를 발표할 때 붕괴 원인을 조사하기 위한 물리적 근거가 "턱없이 부족하다"고 언급했다. 잔해 청소 이후에는 빌딩의 극히 일부분만 남아 조사할 수 있었다. 강철 기둥의 95%와 철근 50%를 회수했지만 그 개수는 총 236개였다.
FEMA은 2002년 5월 자체 보고서를 출간했다. NIST는 이미 같은 해 8월 붕괴 조사 의도를 밝혔으나, 테러 1년 후인 2002년 9월 11일 보다 철저한 조사를 하라는 대중의 압박이 커져갔다. 의회는 2002년 10월 국가안전팀 법안을 통과시켰고 세계 무역 센터의 붕괴에 대한 조사에 NIST팀에게 권한을 위임했다.

### FEMA의 건축 성능 보고서
FEMA은 항공기의 직접적인 충돌로 인한 외벽 손상과 이어진 대형 화재가 세계 무역 센터 붕괴의 핵심이라고 짚었다. MIT의 재료공학 및 건축공학 교수인 토마스 에이거는 이 화재를 "세계 무역 센터의 붕괴에서 가장 오해받는 부분"이라고 말했다. 이 이유는 원래는 화재의 열이 강철 기둥과 바닥을 "녹였다"라고 표현했기 때문이다. 제트 연료는 기본적으로 등유이고, 거대한 영역에 화재를 일으켰을 것으로 추정되지만 이 탄화수소 화재의 온도가 철을 녹일 정도로 높지 않기 때문이다. 에이거는 "세계 무역 센터에서 발생한 화재의 온도는 여타 화재의 온도와 비슷했을 것이며, 이 온도로는 확실히 강철을 녹일 수 없다"라고 말했다. 여기서, 에이거는 FEMA을 비롯한 여러 사람들은 건물 프레임과 층이 서로 이어지는 곳에서 구조가 약해지는 시점의 온도에 집중했다.
각각의 항공기가 싣고 있던 엄청난 양의 연료는 항공기가 건물에 충돌하면서 곧바로 불에 붙었다. 이 연료의 대부분은 충돌 즉시 화염덩어리가 되면서 증발했다. 남은 연료는 건물을 통해 아래로 흘러내려가거나 충돌 수분 이내에 전부 불탔을 것으로 추정한다. 불타는 제트 연료로 발생한 열은 그 자체로 구조적 붕괴를 일으키기에 충분한 것처럼 보이지는 않는다. 그러나, 불타는 재트 연료는 건물 수 층에 걸쳐 퍼지면서 건물 상당수를 불태웠고 이는 건물이 여러 층에 걸쳐 대규모 화재로 나타난 원인이 되었다. 이 화재가 내뿜은 열은 대형 상업용 발전소에서 방출하는 열에 필적하는 것으로 추정된다. 수십 분 동안 계속 방출된 이 열은 프레임을 무르고 약하게 만드면서 손상된 프레임 구조에 추가 응력을 주었다. 이 추가적인 하중과 구조 손상은 구조물 붕괴를 일으키기에 충분했다.

### NIST 보고서

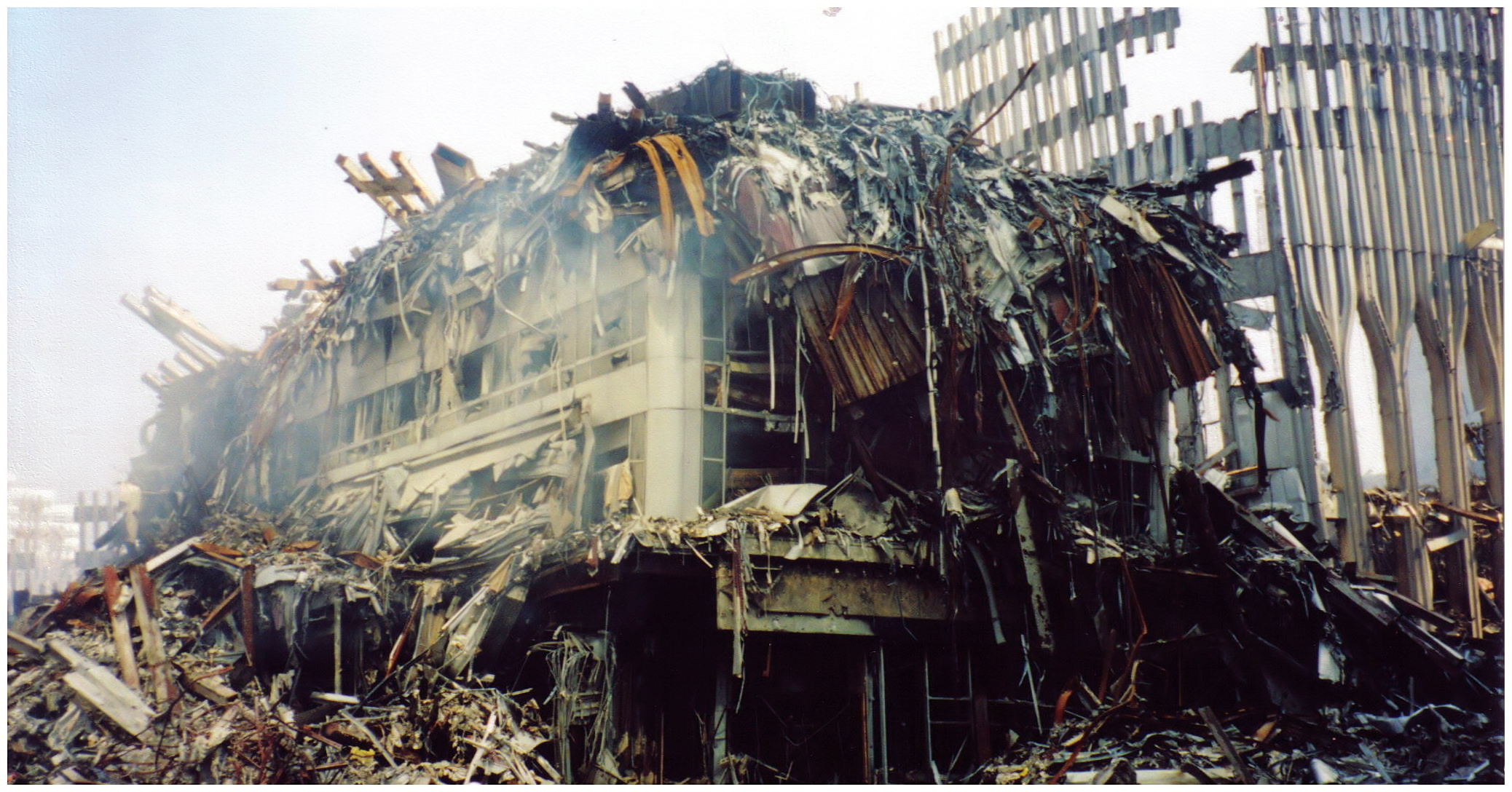
남쪽 타워(2 WTC)의 외벽 잔해가 오른쪽에 보인다. 남쪽 타워가 붕괴될 때 22층짜리 메리어트 호텔은 붕괴되었다.

FEMA에서 보고서를 발간한 이후 기술 전문가, 업계 관계자 및 피해자 유족들의 압력에 따라 미국 상무부의 미국 국립표준기술연구소는 3년간 1600만 달러를 들여 여러 세계 무역 센터 복합단지 건물의 붕괴 및 점진적 붕괴에 대해 조사했다. 이 연구는 미국토목학회 구조공학연구소, 미국소방기술사회. 미국방화협회, 미국철강건설연구소, 심프슨 검퍼츠 & 히거 주식회사, 고층빌딩 및 도시 주거 이사회, 뉴욕 구조공학협회등 여러 전문 기술 학회와 민간 기관의 지원을 받아 진행했다.
NIST의 조사 범위는 붕괴를 일으킨 일련의 사건 진행을 간추려 정리하는데 집중했고, 붕괴가 일어나게 되는 시점 이후 붕괴되는 매커니즘 자체의 상세한 분석은 들어가지 않았다. 대부분의 엔지니어들이 이에 관심을 보이면서, NIST는 화재 확산 시뮬레이터 소프트웨어를 통하여 항공기의 충돌과 그로 인한 화재가 건물에 미친 효과를 분석했다. NIST는 바닥 트러스와 덜 자세한 건물 전체를 모델링한 특정한 하위계를 놓고 여러 상세한 구조 모델을 제작했다. 이 모델은 파열 직후 동역학적 모델을 구상한 이후 구조 요소들이 움직이지 않는 변형을 포함한 준동역학적이자 정역학적이었다. 그러므로 NIST의 모델은 붕괴의 원인이 된 곳을 알게 하는데는 유용하지만 이후 붕괴되는 과정을 분석하기에는 맞지 않았다.
메릴랜드 대학교의 소방공학 교수인 제임스 퀸티레(James Quintiere)는 NIST에서 강철에 대해 "심각한 오류"를 저지르고 있다고 강력하게 비판했다. 또한, 그는 보고서에서 결론을 뒷받침하는 연표와 물리적 근거가 부족하다고 지적했다. 일부 공학자들은 붕괴 매커니즘의 이해를 전체적인 동역학적 모델에 기초하여 붕괴되어가는 각각을 연속적으로 이어가며 애니메이션화하고, 실제 붕괴 장면을 촬영한 영상과 비교하면 이해를 높일 수 있다고 제안했다.

### 7 세계 무역 센터

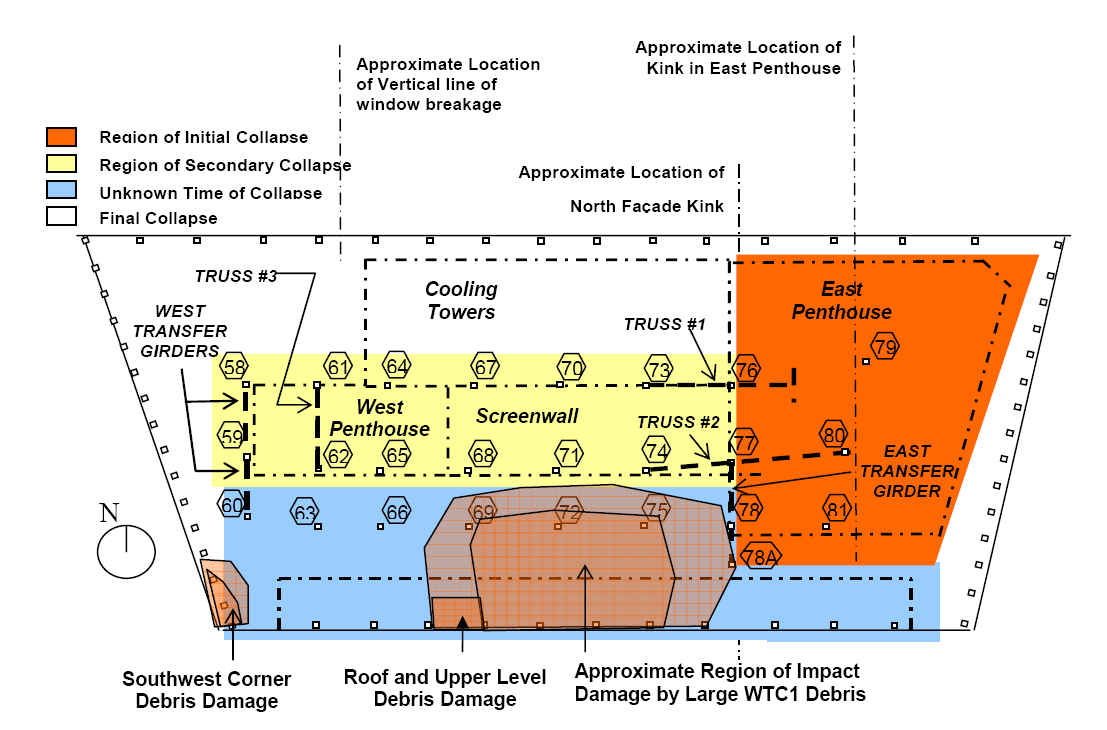
저층부의 구조적 결함으로 인한 붕괴 진행을 보여주는 평면도이다. 건물 동쪽 기계실이 있는 펜트하우스 부분부터 수직으로 붕괴되기 시작했다.

2002년 5월, FEMA은 미국토목공학사회 구조공학연구소와 함께 박사 W. 진 콜리를 대표로 한 붕괴 예비조사보고서를 발행했다. FEMA은 이 예비 조사에서 7 세계 무역 센터의 붕괴는 북쪽 타워(1WTC)와 남쪽 타워(2WTC)가 붕괴하면서 파편을 맞아서 일어난 것이 아니고, 파편에 맞아 여러 층에서 화재가 발생하면서 이를 진압하지 못해 일어났다는 것을 밝혀냈다.
FEMA의 우려에 대해, 국립표준기술연구소(NIST)에서는 세계 무역 센터의 쌍둥이 빌딩과 7 세계 무역 센터의 붕괴와 구조적 문제에 대해 조사를 시작했다. 이 연구는 S. 샤람 순더를 부장으로 하여 사내 연구원 및 미국토목공학사회 구조공학연구소(SEI/ASCE), 소방기술사회(SFPE), 미국방화협회(NFEA), 미국철강건설연구소(AISC), 고층빌딩 및 도시 주거 이사회(CTBUH), 뉴욕 구조공학협회(SEAoNY) 등 외부 연구소도 참여했다.
7 세계 무역 센터 조사의 대부분은 세계 무역 센터 쌍둥이 빌딩 붕괴 조사가 완료될 때까지 연기되었다. 한편, NIST는 2004년 6월에 7 세계 무역 센터의 붕괴에 대한 예비보고서를 발간하고 가끔 조사 상황을 업데이트했다. NIST에 따르면, 7 세계 무역 센터의 조사는 이 조사를 맡은 연구진들이 2004년 6월부터 2005년 9월까지 쌍둥이 빌딩 붕괴 조사작업에 풀타임으로 일을 하는 등의 여러 이유로 계속 지연되었다. 2007년 6월, 샴 순더는 "우리는 엄격한 테스트를 통해 다양한 시나리오에서 가장 현실적으로 확실한 결론에 도달하기 위해 최선을 다하고 있다"라고 말했다. 이어, "7 WTC의 조사는 어떤 면에서는 쌍둥이 빌딩의 연구보다도 어려운 점이 있었다. 그러나, 현재 연구는 타워 연구에서 배운 중요한 기술 발전과 가르침을 얻는 등의 교훈이 있었다."

9.11 테러 당시 7 세계 무역 센터의 남쪽 면이 파괴된 것을 보여주는 미디어가 약간 존재한다. 다음 사진에서 ABC 뉴스 소속의 헬리콥터가 7 세계 무역 센터 남쪽 면에 깊은 흠집이 나있고 10층 근방에서 불이 난 것을 보여주고 있다.

2008년 11월, NIST는 7 세계 무역 센터의 붕괴 원인을 조사한 최종보고서를 발간했다. 이 보고서는 2008년 8월 21일에 나왔던 초안에 대중 이의제기 기간을 거쳐 나왔다. 이 조사에서 NIST는 붕괴 시작까지를 시뮬레이션하기 위해 Ansys의 모델을, 붕괴시 전체적인 빌딩의 모습을 시뮬레이션하기 위해 LS-DYNA 모델을 사용했다. NIST는 7 세계 무역 센터의 붕괴로 지하의 디젤 연료도, 쌍둥이 타워의 붕괴로 인한 구조적 손상도, 트러스, 거더, 캔틸리더 등 이동물 요소도 중요한 요소는 아니였다고 말했다. 이 붕괴에서 가장 중요한 요인은 물이 부족하여 화재를 진압할 수 없었다는 것이었다. 화재는 오후 내내 통제할 수 없이 퍼졌고, 79번 기둥 근처 바닥 빔이 팽창하면서 기둥을 밀어버렸고, 8층부터 14층까지 79번 기둥 근처 바닥이 붕괴되었다. 9개 층이 붕괴되면서 79번 기둥 전체가 휘어졌고, 동쪽 펜트하우스 부분이 아랫쪽으로 인장력을 받았다. 이렇게 중요한 기둥이 휘어지면서 코어 전체가 점진적으로 붕괴되었고 주변 기둥에 과부하가 걸리면서 결국에는 7층과 17층 사이가 붕괴되며 건물 전체를 아래로 잡아당겼다. 빌딩 북쪽에서 촬영한 붕괴 동영상에서 센 시간에 따라, NIST는 건물의 외벽이 8층 정도(32m)가 자유낙하하는 가속도로 붕괴했으며, "붕괴 시간은 18층 높이가 자유낙하 가속도로 붕괴하는 시간보다 대략 40% 더 길다"라고 말했다. 사무실 기자재를 태우며 커진 불이 물 부족과 함께 붕괴의 주요 원인이었다.
7 세계 무역 센터의 붕괴는 고층 빌딩이 통제되지 못한 화재로 붕괴한 첫 번째 예였다는 점에서 놀라움을 주었다. 이 조사를 바탕으로 NIST는 이전에 만들었던 쌍둥이 빌딩 붕괴 보고서와 함께 여러 조언을 내놓았고 이러한 조언의 즉각적인 반영을 요구했다. 이 예 중 하나는, 화재 내연 테스트때에는 스프링클러가 작동하지 않는다는 가정하에서 평가해야 하며, 바닥과 하중 부하 시스템에서 열팽창을 고려해야 한다는 등이 있었다. 현재의 건물 코드는 건물 붕괴보다는 인명 손실을 막는다는 것을 중점에 두고 계획되므로, NIST 권고사항의 중요한 점은 스프링클러가 작동하지 않는 상황에서도 건물이 붕괴하면 안된다는 것이다.

### 기타 조사
2003년, 에든버러 대학교의 구조공학 교수인 아시프 우스마니는 두 동료와 함께 붕괴에 관련된 논문을 발표했다. 이들은 항공기의 충돌 없이 화재만으로도 빌딩이 붕괴할 수 있다는 것을 증명하였다. 그들은 타워가 여러 층에서 일어난 동시다발적인 화재에 취약했다고 지적했다. NIST 보고서가 출간되었을 때, 영국 엔지니어링 회사 아루프 그룹의 바바라 래인은 내화재 파괴가 빌딩 붕괴에 중요한 요소라고 언급했던 부분을 비판했다. 그는 이에 덧붙이며 "우리는 컴퓨터 시뮬레이션에서 타워가 어떠한 항공기 충돌도 없이, 심지어는 내화재가 파괴되지 않고서도 3개 층 이상에 화재가 발생할 경우 타워가 붕괴할 수 있다는 결론을 내렸다."라고 말했다. 에든버러 대학교 BRE 화재안전공학 연구소의 호세 L. 토레로는 실제 규모에서 화재가 발생할 경우 잠재적으로 발생할 수 있는 치명적인 영향에 대한 보고서를 발표했다.

## 여파

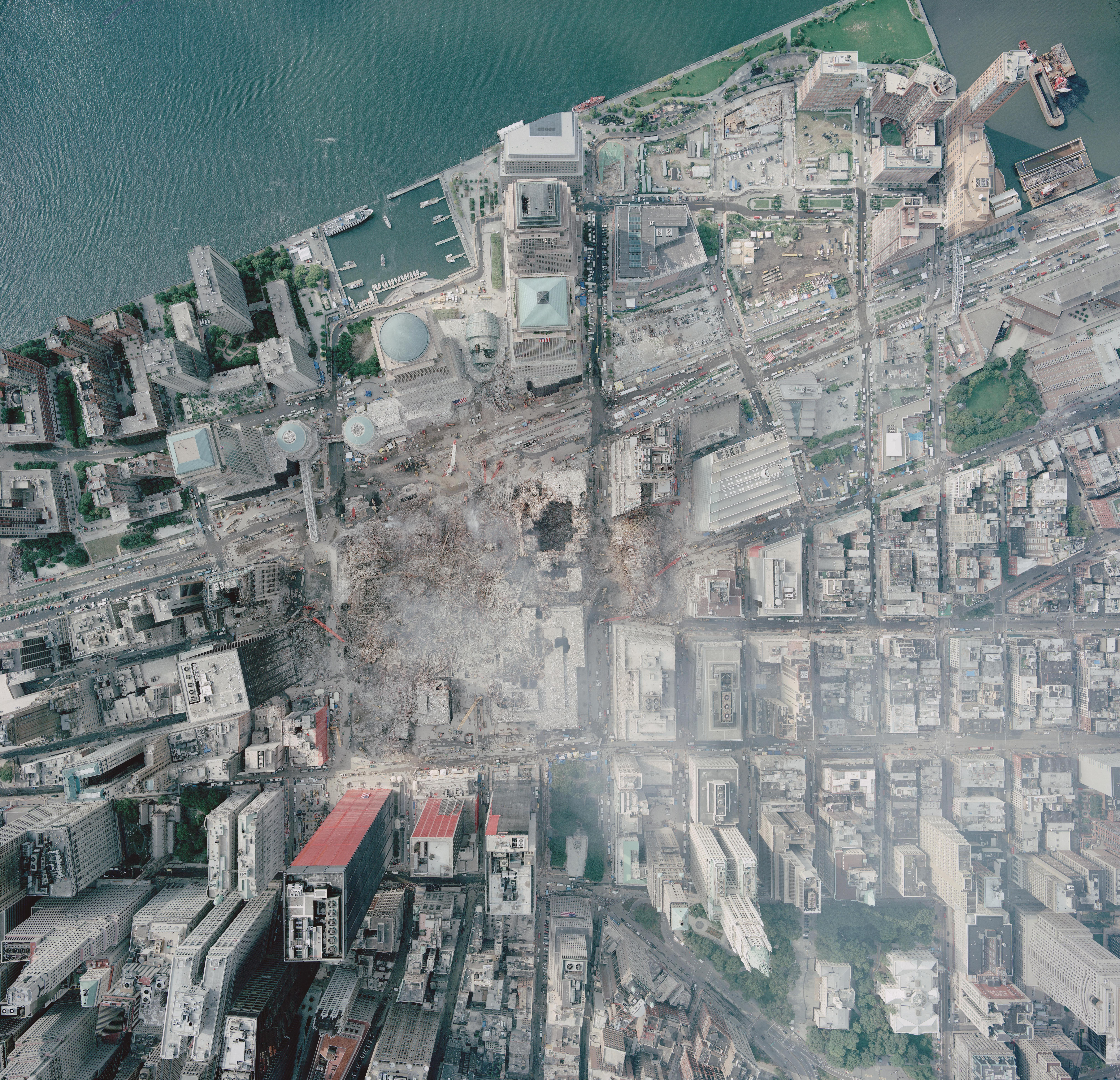
테러 이후인 2001년 9월 23일 촬영한 그라운드 제로의 위성사진.

### 기타 건물
쌍둥이 빌딩 주변에 있었던 여러 건물들은 두 빌딩이 붕괴하면서 같이 붕괴되거나 피해를 입었다. 5 월드 트레이드 센터(5WTC)는 대형 화재가 발생하고 강철 구조가 일부 붕괴하였다. 성 니컬러스 그리스 정교회, 메리어트 월드 트레이드 센터(3WTC), 4 월드 트레이드 센터(사우스 플라자, 4WTC), 6 월드 트레이드 센터(6WTC)도 같이 파괴되었다. 세계 금융 센터 빌딩, 90 웨스트 스트리트, 130 캐디르 스트리트도 화재가 발생했다. 도이체방크 빌딩, 버라이즌 빌딩, 3 세계 금융 센터도 타워 붕괴로 인해 손상을 입었다. 30 웨스트 보행자 도로는 7 세계 무역 센터가 붕괴되면서 같이 파괴되었다. 9.11 테러 이후 건물 손상이 드러나고 크고 검은 '덮개'에 덮인 도이체방크 빌딩은 이웃한 건물의 붕괴로 인한 물, 곰팡이 등에 오염되어 건물 전체를 해체했다.

### 파괴된 미술작품
붕괴 과정에서 수많은 미술작품이 파괴되었다.
- Ideogram (1967) - 제임스 로사티의 스테인레스 철강 조각품
- Cloud Fortress (1975) - 일본 미술가 나가레 마사유키의 화강암 조각품. 9.11 테러 이후 부지 청소를 하던 도중 파괴되었다.
- The World Trade Center Tapestry - 주안 미로의 20' x 35' 태피스트리 작품. 남쪽 타워 로비에 걸러져 있었다.
- Sky Gate, New York (1977–78) - 루이스 레벨슨의 거대 목제 조각품
- 엘린 짐머만의 1993년 세계 무역 센터 폭탄 테러 희생자 추모비
- World Trade Center Stabile (1971) - 알렉산더 칼더의 25' 철제 조각품. 조각품의 30%가량을 복구해냈다.
- 오귀스트 로댕의 조각품, 드로잉 300점 이상. 캔터 피츠제럴드 회사가 소유하고 있었다.
- Needle Tower (1968) - 케네스 스넬슨의 작품.
- Recollection Pond - 로매어 비어든의 태피스트피 작품.
- Path Mural - 게마인 켈러의 작품.
- Commuter Landscape - 신시아 메일맨의 거대 벽화 작품.
- Fan Dancing with the Birds - 헌트 슬로넴의 벽화 작품.
- The Entablature Series - 로이 리히텐슈타인의 작품.
- 제이콥 로웨의 존 F. 케네디 미국 대통령을 촬영한 네거티브 사진 40,000점 이상.
- The Sphere - 프리츠 코니그의 추상화 조각품. 붕괴시에도 살아남았으나 심각하게 파손되었고, 현재는 추모 작품으로 남아있다.

타워 곳곳의 안전 금고에 보관되어 있던 여러 예술품 및 가치있는 물품도 붕괴와 함께 파괴되었다. 2개 조각품도 손상을 입었지만 파괴되지는 않았다. 이 조각품은 세계 무역 센터 거리에 있었던 것으로 그 중 하나는 이사무 노구치의 Red Cube이며, 다른 하나는 마크 디 수베로의 Joie de Vivre이다. 이 조각품은 수리 후에 그 자리에 계속 전시되어 있다.

### 부지 청소

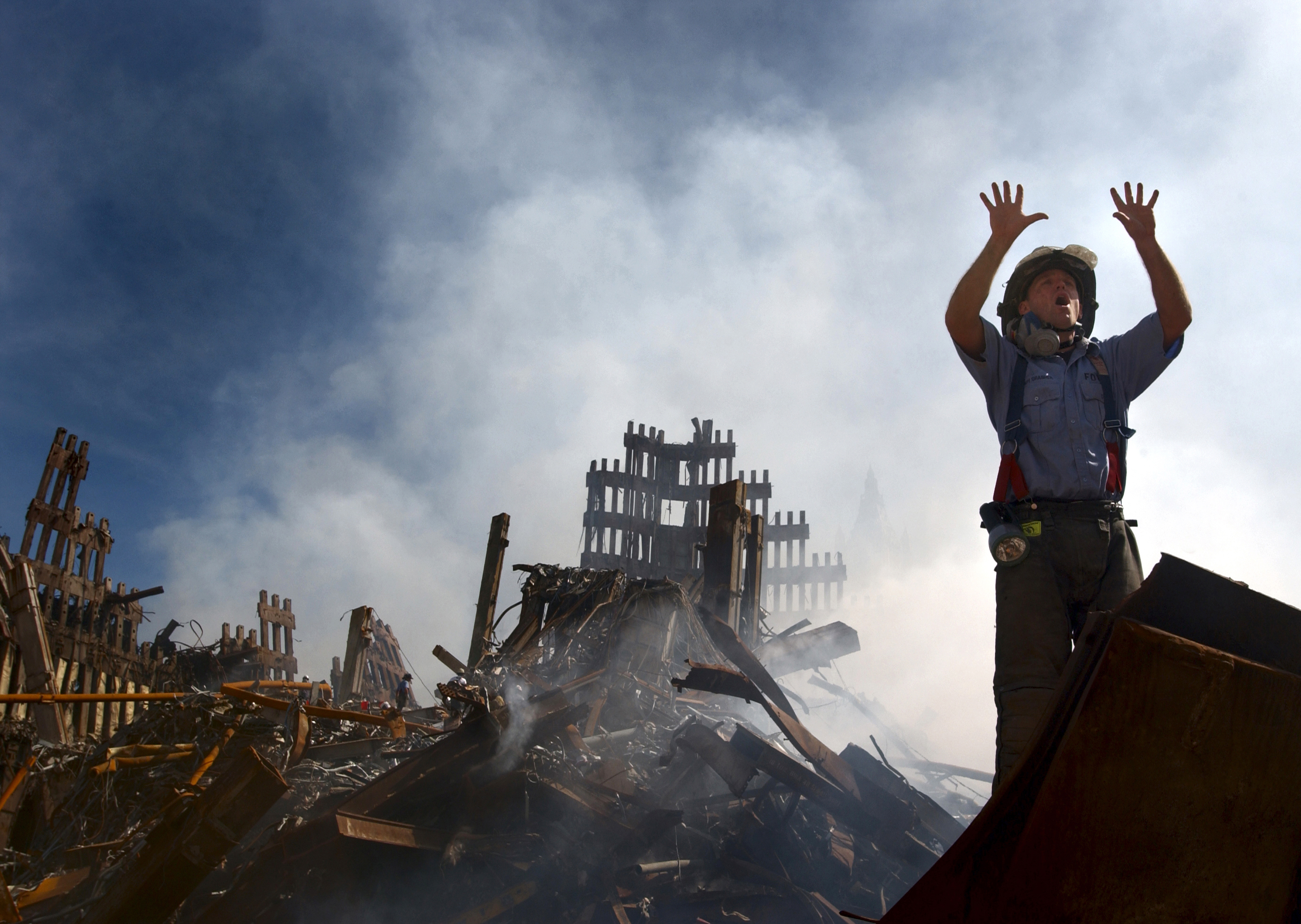
세계 무역 센터 잔해에서 확인 절차를 위해 구조대원 10명을 부르는 뉴욕 소방국 소방원.

잔해 청소는 뉴욕 도시설계 및 시공과에서 맡은 대규모 작업이었다. 9월 22일에 메릴랜드주 피닉스에 위치한 컨트롤드 디몰리션 회사에게 예비 정리 계획을 보냈다. 이 작전은 연중무휴 계속되었으며 많은 하청업자 및 노동자를 고용하기 위해 수억 달러가 소요되었다. 부지에 남아 있던 잔해들 중 큰 더미는 대략 3개월간이나 계속 불탔으며, 파편 대부분을 부지에서 정리하기 전까지 화재 진압 시도에도 불구하고 계속 불탔다. 11월 초에는 잔해의 3분의 1 정도를 청소한 가운데 파편 청소에 우선순위를 두어 사상자를 탐색하는 경찰관 및 소방관 수를 줄이기 시작했다. 이는 소방관의 반발을 일으켰다. 2007년에는 부지 주변 손상된 건물의 철거작업을 진행하는 가운데 새로운 세계 무역 센터인 원 월드 트레이드 센터의 건설을 시작했다.

### 보건 영향

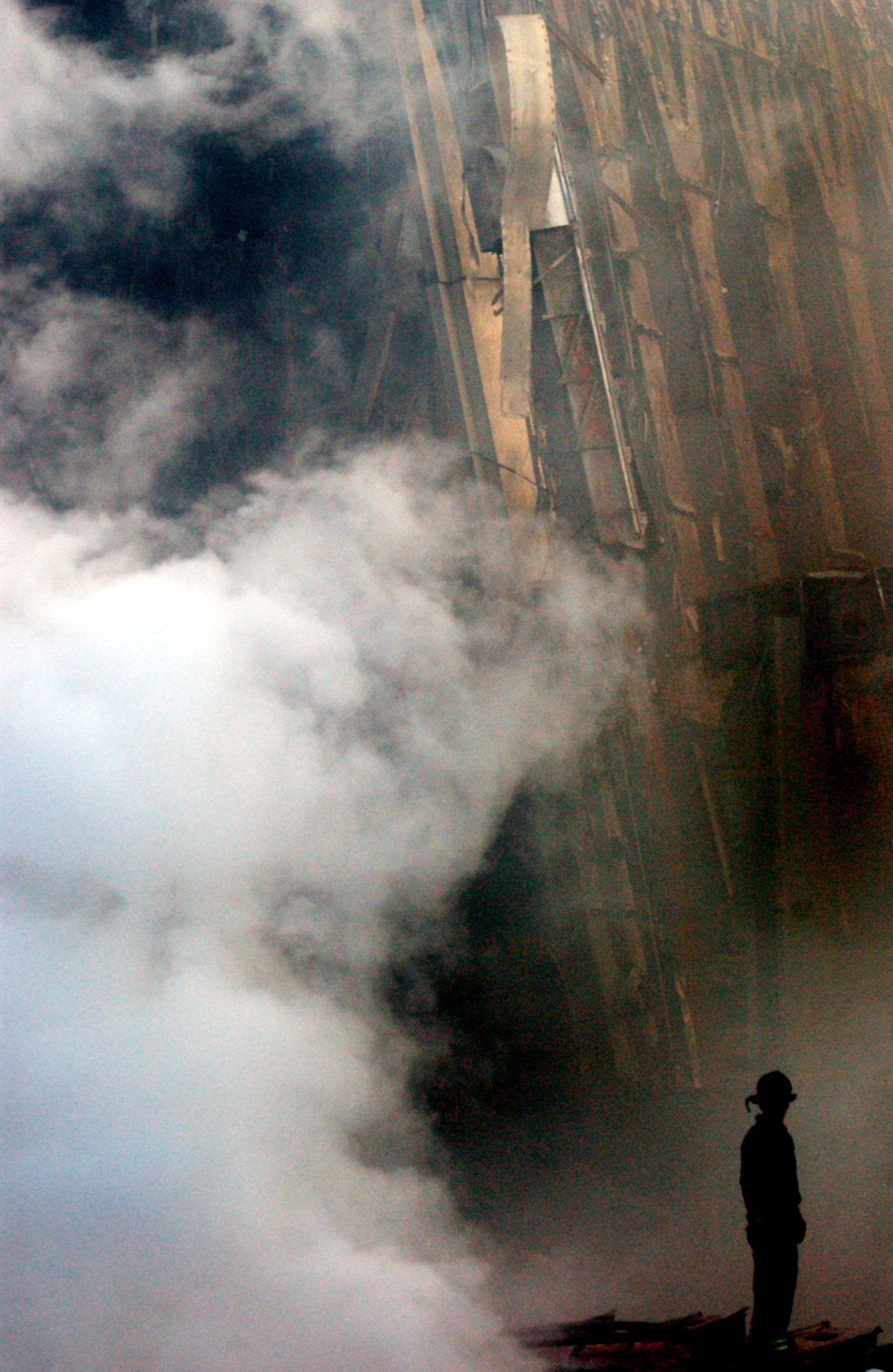
뉴욕시 소방관이 파편과 연기 속에서 우두커니 서 있다.

세계 무역 센터가 붕괴할 때 일어난 먼지구름은 맨해튼 전역을 뒤덮었다. 2001년 9월 18일, 미국 환경보호국(EPA)는 맨해튼 공기가 "숨쉬기에 안전"하다는 내용의 보고서를 발간했다. 그러나, 2003년 발간된 보고서에서는 환경보호국 감찰기관에서 공기가 유해하지 않은지에 충분한 데이터를 가지고 있지 않은 채 결정을 한 것이 드러났다. 실제로는 세계 무역 센터가 붕괴했을 때 공기 질이 심각하게 나빠졌고 로어맨해튼 지역의 수많은 초동 조치자, 주민, 직장인 사이에서 호흡기 질환이 퍼지게 되는 원인이 되었다. 특히, 매우 위험한 물질인 석면도 붕괴 과정에 유출되어 공기중으로 퍼졌다. 2011년 장기간 의료 및 심리효과 관측보고서에는 초동 조치를 나간 소방관, 경찰관들 사이에 천식, 부비강염, 위 식도 역류병, 외상 후 스트레스 장애 증상 발현 비율이 유의미한 수준으로 증가한 것을 발견했다.
쌍둥이 빌딩이 붕괴하면서 알려진 발암물질을 포함한 2,500개 이상의 독성 물질이 포함된 파편 수천톤이 유출되었다. 이러한 발암 물질 노출과 연관되어, 구조 및 복구 활동에 참여한 사람들 사이에서 지속적인 건강 쇠약 현상이 일어나고 있는 현상도 보인다. 부시 행정부는 미국 환경보호국에게 국가 안보를 언급하며 테러 여파로 인한 공기의 질은 여전히 안전한 상태라고 언급하라고 요구했다. 하지만 환경보호국은 2002년 6월에 들어서야 공기의 질이 9.11 테러 이전 수준으로 복귀했다고 발표했다.
붕괴 여파로 인한 보건 영향은 로어맨해튼과 차이나타운 인근 주민, 학생에게도 미쳤다. 붕괴로 발생한 독성 먼지로 인해 사망한 사람 다수의 이름이 세계 무역 센터 추모비에 적혀졌다. 독성 먼지로 인해 약 18,000명이 관련 호흡기 질환에 감염된 것으로 추정된다. 독성 먼지에 노출된 임산부가 태아에게 부정적인 영향을 끼칠 수 있다는 연구 자료도 있다. 소아청소년 보건 센터에서는 세계 무역 센터 붕괴 당시 임산부였던 부모에게 태어났거나, 근처에서 생활했거나 가까운 곳에 있었던 아동을 추적 연구하고 있다. 2010년 4월 구조대원을 대상으로 한 연구에는 연구 대상 대부분의 사람들이 폐기능이 약화되어 있었으며, 30~40%는 테러가 일어난지 1년이 넘었는데도 증상이 개속 발현되거나 더 이상 치유되지 않았다.
테러 발생 1년 후, 테러와 관련된 질병 비용으로 인한 재판이 진행되고 있었다. 2006년 10월 17일, 연방법원에서 뉴욕시의 구조대원에게 치료비용을 지원을 거부한 것에 대해 뉴욕시 패소 판결을 내리면서 관련자들이 비슷한 비용청구요청 소송을 열 수 있게 되었다. 정부 관계자는 테러 발생 7일 내에 로어맨해튼으로 원래대로 돌아가라는 명령을 내리는 오류를 저질렀다. 테러 이후 환경보호국의 국장이었던 크리스틴 토드 휘트먼은 테러 발생 지역이 환경적으로 안전하다고 말하는 잘못을 저질렀고, 미국 지방법원에서 이 점을 비판했다. 줄리아니 뉴욕 시장은 월 가로 금융시장 인력을 즉시 복귀시키라는 명령을 내린것에 비판받았다. 일부 미국인들은 비행기 여행의 신뢰도를 의심하며 차를 가지고 여행을 하기 시작했다. 이로 인해 매해 추가적으로 고속도로 사망자가 1,595명 늘어났다.

## 같이 보기
- 9.11 테러가 보건에 미친 영향
- 세계 무역 센터 보건 프로그램
- 9.11 테러 이후 세계 무역 센터의 청소 및 복구 노력

### 내용주
1. ↑  Salient points with regard to the structural design of The World Trade Center towers라는 이름이 붙여진 이 3페이지짜리 백서에는 125t의 하중에 23,000 갤런을 싣은 보잉 707기가 970km/h의 속도로 빌딩 80층에 충돌했을 때를 가정했다. 원래 빌딩 설계에서 항공기 연료와 항공기 그 자체가 미친 영향을 분석했는지는 불확실하나, 이연구는 1993년 세계 무역 센터 폭탄 테러 이후 존 스킬링이 발언했던 보관됨 2008-04-14 - 웨이백 머신 내용과 같다. 각 연구를 다룬 보고서 원본이 없기 때문에, NIST는 더 이상의 발언은 추측과 다름없다고 말했다.—NIST 2005. pp. 305–307
2. ↑  두 타워에는 64개 층이 석면 방호를 했다는 보고도 있다. 폭스 뉴스 보관됨 2012-10-16 - 웨이백 머신에서는 내화재로 석면을 대체했다고 말했다. 실제 건축사에서는 건설 도중 석면 및 질석(vermiculite)의 사용금지를 통보받고 더 이상 이를 사용하지는 않았다. 이 당시에는 북쪽 타워는 40층 아래층에만 내화 공사를 마쳤고 건물 완공 전까지 절반 이상이 대체되었다. NIST는 당시 방화벽의 두께가 북쪽 타워에서 1.9cm, 남쪽 타워에서 3.8cm였다는 결론을 내렸다. NIST는 건물 공사 기록을 검토하던 도중 이 두께가 얼마인지에 대해서 알 수 없다는 점을 인지했다. 또한, NIST의 최고 엔지니어를 포함한 많은 엔지니어들이 방화벽 자체의 두께가 화재를 막기에 불충분해서 붕괴했다고 주장했지만 NIST의 공식 입장에서는 항공기의 충돌이 방화벽 대부분을 파괴했고 이로 인해 건물이 붕괴되었다고 말했다.
3. ↑  NIST의 추측에 따르면, 아메리칸 항공 11편은 38,000L의 연료를 가진 채로 북쪽 타워 충돌했다. 약 5,700L 이상의 연료가 충돌 직후 화염덩어리가 되면서 발화하고 그와 비슷한 양이 건물 외부로 분출되었다. 대략 26,000L의 연료가 빌딩 내에서 가연성 물질과 함께 불에 탔다.
유나이티드 항공 175편은 약 34,000L의 연료를 지닌 채 남쪽 타워에 충돌했다. 충돌 직후 5,700L 이상이 화염덩어리가 되며 발화했고, 8,610L가량이 건물 밖으로 화염덩어리와 함께 분출했다. 약 20,160L가량이 빌딩 내에서 가연성 물질과 함께 불에 탔다.
NIST는 두 건물의 각 층마다 가연물질이 60t가량 있을 것이라고 추측했다.